# Жет
Жет (фр. Jette, хол. Jette) је општина у Белгији у региону Брисел. Према процени из 2007. у општини је живело 43.564 становника.

## Становништво
Према процени, у општини је 1. јануара 2015. живело 50.724 становника.
| 1984.  | 2000.  | 2010. | 2015. |
| ------ | ------ | ----- | ----- |
| 39.320 | 39.749 | 46818 | 50724 |